# Государственная телерадиовещательная компания Украины
Государственная телерадиовещательная компания Украины — государственная организация. Основана 24 мая 1991 года на базе Украинского телевидения и Украинского радио. Вела телевизионные передачи по 1-й (общегосударственной, информационной, общественно-политической и художественной) и 2-й программам (общегосударственной, информационной и художественной, состоявшей из украинских передач и передач 2-й российской программы), радиовещание по 1-й (общегосударственной, информационной, общественно-политической и художественной, звучавшей на средних и ультракоротких волнах), 2-й («Промынь», общегосударственной, информационно-музыкальной, звучавшей на средних волнах) и 3-й программам (общегосударственной, информационной и художественной, звучавшей на ультракоротких волнах).
1 июня 1995 года была реорганизована путём разделения на Национальную телекомпанию Украины и Национальную радиокомпанию Украины.